# Pomnik Cypriana Kamila Norwida w Warszawie
Pomnik Cypriana Kamila Norwida – pomnik znajdujący się w Łazienkach Królewskich w Warszawie.

## Opis
Pomnik został odsłonięty w 2006 roku, w związku ze 185. rocznicą urodzin Cypriana Kamila Norwida.
Umieszczona na granitowym cokole kamienna rzeźba, będąca repliką rzeźby Julii Keilowej, przedstawia poetę w półpostaci, z prawą ręką na piersi. Norwid pochyla lekko głowę i zdaje się być pogrążony w zamyśleniu i melancholii.
Na cokole wyryto cytat z poematu „Promethidion” Cóż wiesz o pięknem?...Kształtem jest miłości.